# Scrophularia imerethica
Scrophularia imerethica är en flenörtsväxtart som beskrevs av Kemul.-nath.. Scrophularia imerethica ingår i släktet flenörter, och familjen flenörtsväxter. Inga underarter finns listade i Catalogue of Life.